# Santuario de fauna y flora los Flamencos
El Santuario de Fauna y Flora los Flamencos se localiza en la costa Caribe colombiana. Ubicado entre el mar Caribe y el bosque seco de La Guajira, se encuentra este pequeño terreno de lagunas costeras regadas por arroyos que es una importante zona de abastecimiento para las aves que le dan su nombre: los flamencos. Su superficie forma parte del departamento de la Guajira.

## Generalidades

### Descripción
Declarado en 1992 Patrimonio Nacional y Cultural de Colombia, el santuario natural es un territorio de ciénagas, lagunas y bosque seco que custodia un delicado ecosistema compuesto de multiplicidad de aves, peces, crustáceos y plantas. La zona es una de las pocas en el Caribe colombiano que aun ofrece refugio a los flamencos, aves con hermoso plumaje rosado, cuyos nidos, construidos en barro alcanzan los 60 cm de altura.
Se cree que la zona estuvo habitada por los Guanebucanes, grupo aborigen perteneciente a la familia arawak. Restos arqueológicos demuestran que era un pueblo de agricultores, pescadores y navegantes que vivían en las orillas de los ríos y del mar. Tras las incursiones españolas los guanebucanes emigraron a la Sierra Nevada de Santa Marta y se relacionaron con los Kogi.
El santuario consiste en cuatro ciénagas que son altamente productivas y ofrecen condiciones óptimas para la vida silvestre de la región. Para llegar hasta él desde Santa Marta es necesario tomar la troncal del Caribe hasta unos 10 km antes de Riohacha en Camarones.
La extracción de carbón y la explotación desmedida de los bosques por su madera ha hecho peligrar muchos de los bosques que rodean la reserva. Esto sin duda pone en peligro a la vida silvestre que habita en los Flamencos.

### Ubicación
El santuario se localiza en el territorio del departamento de La Guajira, jurisdicción del municipio de Riohacha. En sus límites nororientales se encuentra la población de Camarones, corregimiento de Riohacha cuya actividad económica es la pesca del camarón, de allí su nombre.

### Clima
El clima es bastante árido y seco, que sumado a una temperatura que oscila entre 28 y 30 °C y a temporadas sin lluvia que pueden durar años, reseca las plantas del sitio lo que obliga a las aves a migrar a otras partes más frescas. Los vientos alisios alivian un poco el clima caluroso de la zona.

### Geología
La planicie que conforma la zona está disectada por valles de fondo plano rellenos de material aluvial que son drenados por los pequeños arroyos que corren a través del santuario.
Los suelos de Los Flamencos están compuestos de arcillas y limolitas grises de origen marino, que muy posiblemente datan del Mioceno y del Plioceno. Estos suelos son bien drenados y moderadamente evolucionados. Sobre los aluviones que circundan las ciénagas se hallan suelos mal drenados.

### Hidrografía
El santuario se encuentra ubicado entre el corregimiento de Camarones y el río Tapias. Posee innumerables ciénagas, de las cuales hay cuatro bastante grandes cuyos nombres son Manzanillo, Laguna Grande, Ciénaga del Navío Quebrado y Tocoromanes. Estas ciénagas están separadas del mar por barreras de arena que presentan pequeñas conexiones con el mar. En la Ciénaga del Navío Quebrado desemboca el río Camarones formando un micro delta a su vez alimentado por otros arroyos.
La precipitación pluvial anual es de unos 800 a 1000 mm, con dos períodos de lluvias, uno entre octubre y diciembre y otro de mayo a junio.
Durante estas temporadas de lluvias, las ciénagas se comunican con el mar gracias a que el aporte de aguas a través de los arroyos es mayor. Los camarones aprovechan estas condiciones para ingresar en ellas con el propósito de reproducirse.

## Vida silvestre

### Vegetación y flora
La mayor parte del área está cubierta de mangle, bosque seco y bosque ripario (o de ribera). La flora depende de varios factores como son la sal en el suelo, las lluvias, la duración de las inundaciones, los vientos, la evaporación, etc. Ante todo predominan los manglares, encontrándose cuatro de las cinco especies que crecen en el Caribe colombiano. Existen zonas donde predomina el bosque xerofítico compuesto de árboles y arbustos coloridos que contrastan con los tonos ocres de la tierra.
Muchos bosques se encuentran amenazados, ya que han sido explotados por su madera. Esto pone en peligro la fauna que depende de ellos.
Los más destacados son los siguientes:
- Cactus cardón (Stenocereus griseus).
- Cactus gamacho (Pereskia colombiana).
- Dividivi (Caesalpinia coriaria).
- Mangle.
  - Mangle negro (Avicennia germinans).
  - Mangle blanco (Laguncularia racemosa).
  - Mangle rojo (Rhizophora brevistyla).
  - Mangle zaragoza (Conocarpus erectus).
- Manzanillo venenoso (Hippomane mancinella).
- Olivo (Capparis odoratissima).
- Platanito (Batis maritima).
- Pringamosa (Cnidosculus urens).
- Tripita (Sesuvium portulacastrum).
- Trupillo (Prosopis juliflora).
- Uvito (Cordia dentata).

|           |
| Dividivi. |

|                  |
| Mangle zaragoza. |

|        |
| Uvito. |

|        |
| Junco. |

|           |
| Trupillo. |

|         |
| Mangle. |

### Fauna
El parque posee abundante variedad de animales silvestres. Los flamencos, animales que le dan su nombre al santuario, se encuentran amenazados no solamente por causas naturales como huracanes y sequías sino al hecho que muchos habitantes de la región consumen sus huevos y los venden como aves exóticas, a pesar de que estas prácticas están prohibidas desde 1964.
El hábitat de estas aves majestuosas se extendía por buena parte de la costa Caribe colombiana, desde el Canal del Dique hasta el Cabo de la Vela. Hoy se encuentran en peligro de extinción y se calcula una población tan solo cercana a los 5000 individuos.
Entre la fauna presente en la reserva se destaca la siguiente:
Aves:
- Flamenco del Caribe (Phoenicopterus ruber).
- Guacharacas (Ortalis).
- Colibrí (Lepidopyga lilliae). (endémico)
- Gaviota (Laridae).
- Garza blanca (Ardea alba).
- Martín pescador (Cerylidae).
- Pato aguja (Anhinga anhinga).
- Pato cucharo (Platalea ajaja).
- Pelícano (Pelecanus occidentalis).
- Tordo (Molothrus armenti). (endémico)

Mamíferos:
- Añuje (Dasyprocta punctata).
- Ciervo de cola blanca (Odocoileus virginianus).
- Pecarí barbiblanco (Tayassu pecari).
- Danta (Tapirus terrestris).
- Guartinaja (Agouti paca).
- Oso mielero (Tamandua tetradactyla).
- Pecarí barbiblanco (Tayassu pecari).
- Venado colorado Mazama americana.
- Zarigüeya común (Didelphis marsupialis).
- Zorro perruno (Cerdocyon thous).

Otros:
- Camarón (Penaeus).
- Tortuga canal (Dermochelys coriacea).
- Tortuga carey (Eretmochelys imbricata).
- Tortuga cabezona (Caretta caretta).
- Tortuga verde (Chelonia mydas).

|           |
| Flamenco. |

|                |
| Tortuga carey. |

|             |
| Guacharaca. |

|                     |
| Pecarí barbiblanco. |

|           |
| Pelícano. |

|                |
| Tortuga verde. |